# ستيوارت كارينغتون
ستيوارت كارينغتون (بالإنجليزية: Stuart Carrington)‏ هو لاعب سنوكر بريطاني، ولد في 14 مايو 1990 في غريمسبي ‏ في المملكة المتحدة.

## روابط خارجية
- ستيوارت كارينغتون على موقع CueTracker.net (الإنجليزية)
- ستيوارت كارينغتون على موقع بطولة العالم للسنوكر (الإنجليزية)